# 拉多拉 (愛荷華州)
拉多拉（英語：Ladora）是一個位於美國愛荷華州愛荷華縣的城市。

## 地理
拉多拉的座標為41°45′18″N 92°11′02″W / 41.75500°N 92.18389°W，而該地的平均海拔高度為238米（即781英尺）。

## 人口
根據2010年美國人口普查的數據，拉多拉的面積為0.78平方千米，當中陸地面積為0.78平方千米，而水域面積為0.00平方千米。當地共有人口283人，而人口密度為每平方千米362人。